# Респирасома
Современные биологические исследования выявили убедительные доказательства того, что митохондриальные ферменты дыхательной цепи переноса электронов собраны в более крупные, супрамолекулярные структуры, называемые респирасомы, что кардинально отличается от стандартной теории о свободно плавающих во внутренней мембране митохондрий дискретных ферментах. Эти суперкомплексы функционально активны и необходимы для стабильной работы дыхательных комплексов.
Респирасомы были обнаружены у разных видов и в разных тканях, включая мозг крыс, печень, почки, скелетные мышцы, сердце, бычье сердце, кожные фибробласты человека, грибы, растения и С. elegans.

## История
В 1955 году, биологи Бриттон Ченс и Г. Р. Вильямс впервые выдвинули идею, что дыхательные ферменты собираются в более крупные комплексы, хотя свободно-жидкостная модель организации дыхательной цепи всё ещё оставалась основной и считалась стандартной. Однако, уже в 1985 году, исследователи приступили к выделению суперкомплекса комплексов III/IV из бактерий и дрожжей. Наконец, в 2000 году Герман Шеггер и Кэти Пфайффер, используя гель-электрофорез с кумасси, изолировали индивидуальные бычьи дыхательные комплексы, показав, что комплекс I, III и IV образуют суперкомплекс.

## Состав и образование
После того, как искомые респирасомы были выделены, всё ещё оставалась вероятность, что полученные комплексы образуются исключительно в пробирке и являются просто артефактом выделения. После нескольких лет безуспешных попыток доказать или опровергнуть существование респирасом с использованием различных методов выделения белков, Лапуента-Брун и соавт. решили использовать другой подход. Поскольку было очевидно, что если респирасомы действительно существует, то для объединения дыхательных комплексов в один суперкомплекс должен использоваться какой-нибудь вспомогательный белок. Выяснилось, что один белок под именем Cox7a2l (англ. cytochrome c oxidase subunit VIIa polypeptide 2-like) присутствует только в суперкомплексах, содержащих дыхательный комплекс IV (респирасомы и суперкомплексе III+IV) и никогда не встречается в одиночных комплексах. Исследователям посчастливилось случайно обнаружить, что в трёх мутантных линиях мышиных клеток с повреждённой формой этого белка в мембране митохондрий не удаётся выявить суперкомплексы с участием комплекса IV. При этом если в мутантные клетки вставить ген нормального белка, то в них начинают образовываться эти суперкомплексы. Из всего этого исследователи сделали закономерный вывод: данный белок помогает комплексу IV образовывать суперкомплексы и потому заслуживает того, чтобы быть переименованным в фактор объединения суперкомплексов I (англ. supercomplex assembly factor I, или SCAFI).
Аналогичные белки, Rcf1 и Rcf2, стабилизирующие суперкомплексы были обнаружены у дрожжей.
К наиболее распространённым суперкомплексам относятся комплекс I/III, комплекс I/III/IV и комплекс III/IV. Большинство молекул комплекса II как в растительных так и в животных митохондриях находится в свободно виде. АТФ-синтаза тоже может мигрировать вместе с другими суперкомплексами в виде димера, но едва ли она входит в их состав.
Образование суперкомплекса является по-видимому динамическим процессом. Дыхательные комплексы могут чередовать участие в респирасомах и существование в свободном состоянии. Не известно, что запускает процесс организации дыхательных ферментов в суперкомплексы, но исследования показали, что их формирование во многом зависит от липидного состава митохондриальных мембран, и в частности требует наличия кардиолипина. В дрожжевых митохондриях содержание кардиолипина понижено, а число обнаруженных респирасом было значительно ниже, чем у других организмов. Согласно Венц и соавт. (2009), кардиолипин стабилизирует образование респирасом, нейтрализуя заряды остатков лизина в процессе взаимодействии домена комплекса III и комплекса IV. В 2012 году, Базан и соавт. удалось in vitro получить тримерные и тетрамерные суперкомплексы состава III2IV1 и III2IV2 из очищенных комплексов III и IV Saccharomyces Сerevisiae, добавляя к ним липосомы с кардиолипином.
Другая гипотеза заключается в том, что риспирасомы могу образовываться под воздействием мембранного потенциала, который приводит к изменениям в электростатических и гидрофобных взаимодействиях, что и опосредует сборку или разборку суперкомплексов.
Согласно некоторым данным, респирасомы могут быть не самой высокой формой организации дыхательных комплексов. Основываясь на данных электронной микроскопии, а также на том факте, что комплексы IV из митохондрий быка способны при некоторых условиях образовывать тетрамеры, была выдвинута гипотеза о мегакомплексах, состоящих из респирасом или по иному дыхательных «цепей». Согласно этой модели, основу этой цепи составляет одиночный димер комплекса III (III2), окружённый с двух боков двумя комплексами IV. Эти структурные единицы соединяются через димеризацию, комплексов IV, в результате чего должна образовываться нить типа IV-IV-III2-IV-IV-III2, которая с боков плотно окружена комплексами I. Структурной единицей такой нити должен быть суперкомплекс состава I1III2IV.

## Функции
Функциональное назначение респирасом не совсем понятно, но недавние исследования проливают свет на их предназначение. Была выдвинута гипотеза, что организация дыхательных ферментов в суперкомплексы сокращает окислительные повреждения и повышает эффективность обмена веществ. Шефер с соавторами (2006) продемонстрировал, что у суперкомплексов в составе которых есть комплекс IV, активность комплексов I и III была выше. Это указывает на то, что комплекс IV неким образом изменяет конформацию других комплексов что приводит к повышению их каталитической активности. Постепенно стали накапливаться доказательства, что присутствие респирасом необходимо для стабильности и функционирования комплекса I, который в отсутствие комплексов III или IV практически нестабилен. Так, на мутантных клетках человека показано, что комплекс I является необходимым для формирования комплекса III, и с другой стороны, отсутствие комплекса III приводит к потере комплекса I. Кроме того, в ряде исследований на клетках животных приводятся доказательства того, что для стабильности комплекса I необходимы комплексы IV и димер комплекса III.
В 2013 году Лапуента-Брун и соавторы продемонстрировали, что сборка суперкомплексов «динамически организует поток электронов, чтобы оптимизировать использование имеющихся субстратов». Наличие респирасом делает систему более разветвлённой и гибкой, что даёт возможность одновременно быстро окислять сразу несколько субстратов (сукцинат и пируват+малат), а вот если в митохондрии поступает исключительно сукцинат, который передаёт электроны в транспорт через ФАД, то в таком случае его окисление идёт быстрее в отсутствие респирасом.

## Внешние ссылки
- Наличие суперкомплексов в дыхательной цепи переноса электронов обеспечивается белком SCAFI
- Дыхательные суперкомплексы растительных митохондрий: структура и возможные функции